# Hävern
Hävern ist ein Ortsteil von Petershagen im nordrhein-westfälischen Kreis Minden-Lübbecke.

## Geographie
Hävern liegt in Ostwestfalen nordöstlich der Kernstadt Petershagens; im Süden und im Osten grenzt Hävern an die Weser (gegenüber liegen die Ortsteile Windheim und Döhren), im Norden schließen sich die Ortsteile Buchholz und Großenheerse und im Westen der Ortsteil Ovenstädt an.

## Geschichte
Die Geschichte Häverns lässt sich bis ins Jahr 1198 zurückverfolgen. Es wurde urkundlich festgehalten, dass der Bischof Thietmar von Minden Land abgibt. Die Tradition des Betriebs einer Weserfähre zwischen Hävern und Windheim reicht bis in das Jahr 1548 zurück. Hävern war ursprünglich ein sogenanntes Mengedorf, d. h. ein Teil seiner Höfe gehörte zur Grafschaft Hoya, während ein anderer Teil zum Amt Petershagen des Fürstentums Minden gehörte. Von 1807 bis 1810 gehörte Hävern zum Kanton Petershagen des napoleonischen Satellitenstaats Königreich Westphalen. Von 1811 bis 1813 gehörte Hävern unmittelbar zu Frankreich und dort zur Mairie (Bürgermeisterei) Ovenstädt im Arrondissement Minden des Departements der Oberen Ems. Der Ort fiel 1813 wieder an Preußen bzw. das Königreich Hannover. Seine preußischen Teile kamen 1816 zum neuen Kreis Minden. Durch einen Staatsvertrag zwischen Preußen und dem Königreich Hannover gelangte Hävern 1837 vollständig zum Kreis Minden, in dem es eine Gemeinde des Amtes Petershagen bildete. Bevor die Gemeinde bei der kommunalen Neugliederung am 1. Januar 1973 Teil der Stadt Petershagen wurde, hatte sie eine Fläche von 4,65 km² sowie 179 Einwohner (31. Dezember 1972).
Durch den Strukturwandel in der Landwirtschaft ging die Einwohnerzahl von ehemals über 300 Einwohner auf heute ca. 100 Einwohner zurück. Im September 2021 wohnten 93 Einwohner in Hävern.

## Kultur und Sehenswürdigkeiten
- Die Weserfähre zwischen Hävern und Windheim wurde 1548 urkundlich erstmals erwähnt. Am 31. März 1976 wurde der Fährbetrieb eingestellt. Seit dem Sommer 2002 verkehrt wieder die Fähre PetraSolara[5] zwischen den beiden Weserdörfern. Sie fährt von April bis Ende Oktober an Wochenenden und Feiertagen. Neben den Einwohnern von Windheim und Hävern profitieren insbesondere Radwanderer von dieser Möglichkeit der Weserüberquerung.

- Die Gemarkung Hävern liegt auf einer dicken Kiesschicht. Dies führte zu einem bedeutenden Kiesabbau. Die rekultivierten Abgrabungen wurden zu einem großen Teil vom Land Nordrhein-Westfalen aufgekauft und dem Naturschutz zugeführt. Das Land ist mittlerweile Eigentümer von fast einem Viertel der Häverner Grundstücke.

- Das Naturschutzgebiet Häverner Marsch ist 104 Hektar groß. Es liegt im Naturraum des Wesertales nordöstlich von Hävern. Das aus sechs größeren durch Kiesabgrabung entstandenen Stillgewässern bestehende Naturschutzgebiet ist durch naturnahe Uferstrukturen mit Flachufern, Halbinseln und Röhrichten geprägt.

- Die Häverner Vereine haben sich zu einer Kulturgemeinschaft zusammengeschlossen. Wichtigste Aufgaben dieser Gemeinschaft sind die von den örtlichen Vereinen geplanten Veranstaltungen zu koordinieren und Gemeinschaftsveranstaltungen (z. B. Dorfgemeinschaftsfest, Erntefest usw.) durchzuführen.